# San Vicente de Chucurí
Pour les articles homonymes, voir San Vicente.
San Vicente de Chucurí est une municipalité colombienne située dans le département de Santander.

## Démographie
Selon les données récoltées par le DANE lors du recensement de la population colombienne en 2005, San Vicente de Chucurí compte une population de 28 084 habitants. En 2018, le DANE en recense 33 133.

## Liste des maires
- 2020 - 2023 : Oscar Leonardo Rodríguez Acevedo